# Connarus blanchetii
Connarus blanchetii là một loài thực vật có hoa trong họ Connaraceae. Loài này được Planch. mô tả khoa học đầu tiên năm 1850.